# Golema tuja
Golema tuja (lat. Thuja plicata) vrsta je drveća iz porodice Cupressaceae. Raste u šumama na sjeverozapadu SAD-a i Kanade, od Aljaske i Britanske Kolumbije do Kalifornije te u unutrašnjost do zapadne Montane. Nacionalno je drvo države Britanska Kolumbija (Kanada)
Lišće je ljuskasto, s gornje strane zeleno, a s donje zeleno s bijelim linijama. Ima jak aromatičan miris, koji podsjeća na ananas. Pojedinačni listovi su 1-4 mm dugi i 1-2 mm široki. Češerići su vitki, 10-18 mm dugi i 4-5 mm široki, prvo su zeleni do žuto-zeleni, kada sazriju postaju smeđi. Sjemenke su 4-5 mm duge i 1 mm široke, s uskim krilima okrenutim prema dolje sa svake strane. 
Stabla goleme tuje rastu do visine 50-60 m. Opseg stabala u prsnoj visini iznosi oko 3 m (iznimno do 6 m). Ubraja se u skupinu vrsta drveća sa stablima najvećih volumena i opsega na svijetu. Stablo goleme tuje koje raste na jezeru Quinault u američkoj saveznoj državi Washington najveće je stablo tuje na svijetu, ima volumen 500 m3, opseg debla 5,94 m, a visoko je 53 m. Stablo goleme tuje na otoku Vancouver u Britanskoj Kolumbiji bilo je visoko 71 m, dok ga nisu uništili vandali.
Golema tuja raste u šumovitim močvarama i uz obale potoka i rijeka. Drveće može rasti i proizvoditi sjeme na sjenovitim mjestima. Može živjeti preko tisuću godina, najstarije zabilježeno stablo staro je preko 1400 godina.

## Galerija
- Najveće stablo tuje na svijetu.
- Stablo u Kanadi.
- Lišće i plodovi.
- Drvo goleme tuje kao građevinski materijal.